# Liste de statues équestres de Finlande
Cet article recense les statues équestres en Finlande.

## Liste
| Œuvre                                               | Auteur                                                 | Commune      | Localisation            | Notes                                      | Installation | Coordonnées                       | Illustration    |
| --------------------------------------------------- | ------------------------------------------------------ | ------------ | ----------------------- | ------------------------------------------ | ------------ | --------------------------------- | --------------- |
| Statue équestre du Maréchal Mannerheim              | Aimo Tukiainen                                         | Helsinki     | Mannerheimintie         | Carl Gustaf Emil Mannerheim                | 1960         | 60° 10′ 09″ nord, 24° 56′ 10″ est | Image manquante |
| Statue équestre de Carl Gustaf Emil Mannerheim (fi) | Veikko Leppänen (fi)                                   | Lahti        | Devant la gare de Lahti | Carl Gustaf Emil Mannerheim                | 1959         | 60° 58′ 40″ nord, 25° 39′ 28″ est | Image manquante |
| Le Retour des Hakkapélites (fi)                     | Pentti Papinaho (fi)                                   | Lahti        |                         |                                            | 1975         | 60° 58′ 58″ nord, 25° 39′ 22″ est | Image manquante |
| Rakuunapatsas                                       | Pentti Papinaho (fi)                                   | Lappeenranta |                         |                                            | 1982         | à géolocaliser                    | Image manquante |
| Statue équestre de Johan August Sandels             | Groupe d'artistes sous la direction de Martti Väänänen | Rantsila     |                         | Johan August Sandels                       | 1989         | 64° 30′ 25″ nord, 25° 38′ 59″ est | Image manquante |
| Kun ystävyyssuhteet solmitaan (en)                  | Wäinö Aaltonen                                         | Turku        | Puutori                 | Réplique de la statue de Göteborg en Suède | 1948         | 60° 27′ 19″ nord, 22° 16′ 12″ est | Image manquante |